# Gluten

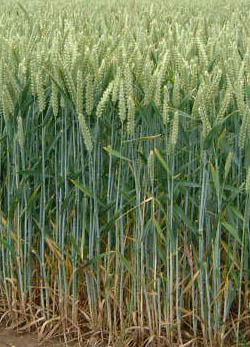
Le blé, source principale de gluten.

Le gluten est un mélange polymorphe insoluble dans l’eau composé de protéines de réserve principalement catégorisées en tant que prolamines et glutélines. Le terme dérive du latin classique gluten signifiant « colle, glu, gomme », il était initialement appelé glutine. Il désigne aussi le réseau glutineux formé par la réticulation de ces macromolécules protéiques.
Par métonymie, on nomme aussi généralement gluten les protéines qui le composent. Cet article utilise le mot gluten aussi dans ce sens pour des raisons de simplification de l'énoncé.
Dans d'autres articles, il se peut qu'on s'en tienne à la définition étymologique de gluten (colle, soit le réseau formé après transformation), d'où un léger risque de confusion.
Aujourd'hui, l'utilisation du gluten comme adjuvant des produits alimentaires industriels est généralisée.
Il se trouve dans toutes les céréales vraies (de la famille des poacées ou graminées comme le blé). Les glutens du blé, de l'orge et du seigle sont ceux le plus souvent mentionnés pour leur agressivité (Maladie cœliaque#Gluten).
Dans une petite partie de la population humaine, ces glutens peuvent déclencher des réactions auto-immunes indésirables, responsables d'un large éventail de troubles, notamment d'un trouble spécifique de la digestion nommé maladie cœliaque.
Les autres troubles sont l'allergie au blé, l'ataxie au gluten et la dermatite herpétiforme. L'existence de la sensibilité non-cœliaque au gluten reste en revanche controversée,.
La toxicité liée aux glutens de l'avoine, de l'engrain (petit épeautre) et du maïs est discutée tandis que les variétés locales, les méthodes de panification, les levains utilisés semblent pouvoir diminuer les symptômes chez certains patients.
Le traitement des pathologies graves est le régime strict sans gluten.
Pour la majorité des personnes, la consommation de gluten ne présente donc aucun risque pour la santé. Cependant, chez cette très petite partie de la population (<1 %) ayant une prédisposition génétique spécifique, le gluten peut déclencher la maladie cœliaque. Une consommation prolongée de gluten n'est pas associée à un risque accru de maladies coronariennes chez les personnes non atteintes de la maladie cœliaque, et il n'est donc pas recommandé de promouvoir des régimes sans gluten comme mesure préventive contre les maladies coronariennes pour ces individus.
Ces données contrastent avec la tendance croissante aux régimes sans gluten, alimentée, entre autres, par les intérêts de prétendus experts en nutrition.

En effet à partir des années 2000, un mouvement alimentaire venu des États-Unis a mis en cause l'innocuité de ces protéines en général et a permis l'émergence d'un marché de produits alimentaires « sans gluten » ou « gluten free », dont la pertinence n'est pas établie chez les patients non-cœliaques. Ce mouvement est dénoncé comme effet de mode ; il représente néanmoins un marché de niche très lucratif pour l'industrie agroalimentaire, permettant de pratiquer des prix de vente deux à cinq fois plus élevés.

## Éléments historiques
Depuis les débuts de l'agriculture, les propriétés des céréales sont mises en valeur dans des aliments emblématiques des civilisations comme le pain, les galettes, les pâtes, et le malt qui permet de fabriquer la bière. Le petit épeautre est alors diploïde : son ADN présente 2x7 = 14 chromosomes, le blé poulard et le kamut sont tétraploïdes, le grand épeautre est hexaploïde. Les propriétés du gluten ne sont alors pas forcément exploitées ou exploitables. Lors de ce changement, on note aussi une dégradation de l'état sanitaire général des populations, entraînant le passage à un nouveau régime démographique caractérisé par une forte mortalité et une forte natalité,,.
En Extrême-Orient, le gluten est préparé et consommé depuis le VIe siècle comme aliment en soi.
Le gluten est pour la première fois décrit en 1728 par Giacomo Beccari, professeur à l'université de Bologne et sa préparation par lixiviation est mise au point par Johannes Kesselmeyer, à Strasbourg.
Dans les années 1950-1960, la révolution verte est une période de sélection intense et voit l'introduction des gènes de nanisme. Le blé dur est tétraploïde : 4x7=28 chromosomes, le blé tendre hexaploïde : 6x7= 42 chromosomes. La taille des protéines est 5 à 10 fois plus grandes que celles des blés anciens, ce qui affecte aussi le gluten.
En 1997 sont apparus les 1ers blés OGM. Entre 1997 et 2005, Monsanto a mené 256 essais de culture. Aucun n'est autorisé à la vente sauf en Argentine (2020).
De façon générale, la sélection des blés (voir Taxonomie du blé) a eu une importance considérable à la fois sur les rendements (but premier) mais aussi sur la nature et la quantité de ses composants dont le gluten (autre but important) mais aussi sur leurs conséquences.

## Composition du grain de blé et séparation des éléments
Le gluten est un composant de l'albumen, structure de réserve des graines des angiospermes. Il occupe une partie majeure du caryopse, fruit des graminées, ou grain.
L'albumen d'un grain de blé est un tissu de réserve essentiellement constitué de granules d'amidon, enchâssés dans une matrice protéique composée de gliadines, de gluténines, d'albumines et de globulines. La partie centrale ou albumen amylacé est constituée de cellules mortes tandis que la couche à aleurone périphérique reste vivante pour fournir les enzymes nécessaires à la dissociation de l'amidon en sucres nutritifs et des protéines en acides aminés, pour assurer la germination et le développement de la plantule. Cette propriété est aussi utilisée pour le maltage. Ces protéines du gluten se caractérisent par une teneur élevée en glutamine et en proline et par une faible teneur en acides aminés basiques (lysine, histidine arginine).
La farine blanche (ou très raffinée, T45, T55, T65) ne contient que de l'albumen amylacé moulu, le reste du grain formant le son. Les farines bises (T80, ayant subi un raffinage partiel) contiennent une partie de la couche à aleurone permettant un équilibre en nutriments (lipides, minéraux, vitamines). Les farines complètes (peu raffinées, T110) contiennent de plus une partie des enveloppes. La présence de son tend à diminuer le taux de gluten.

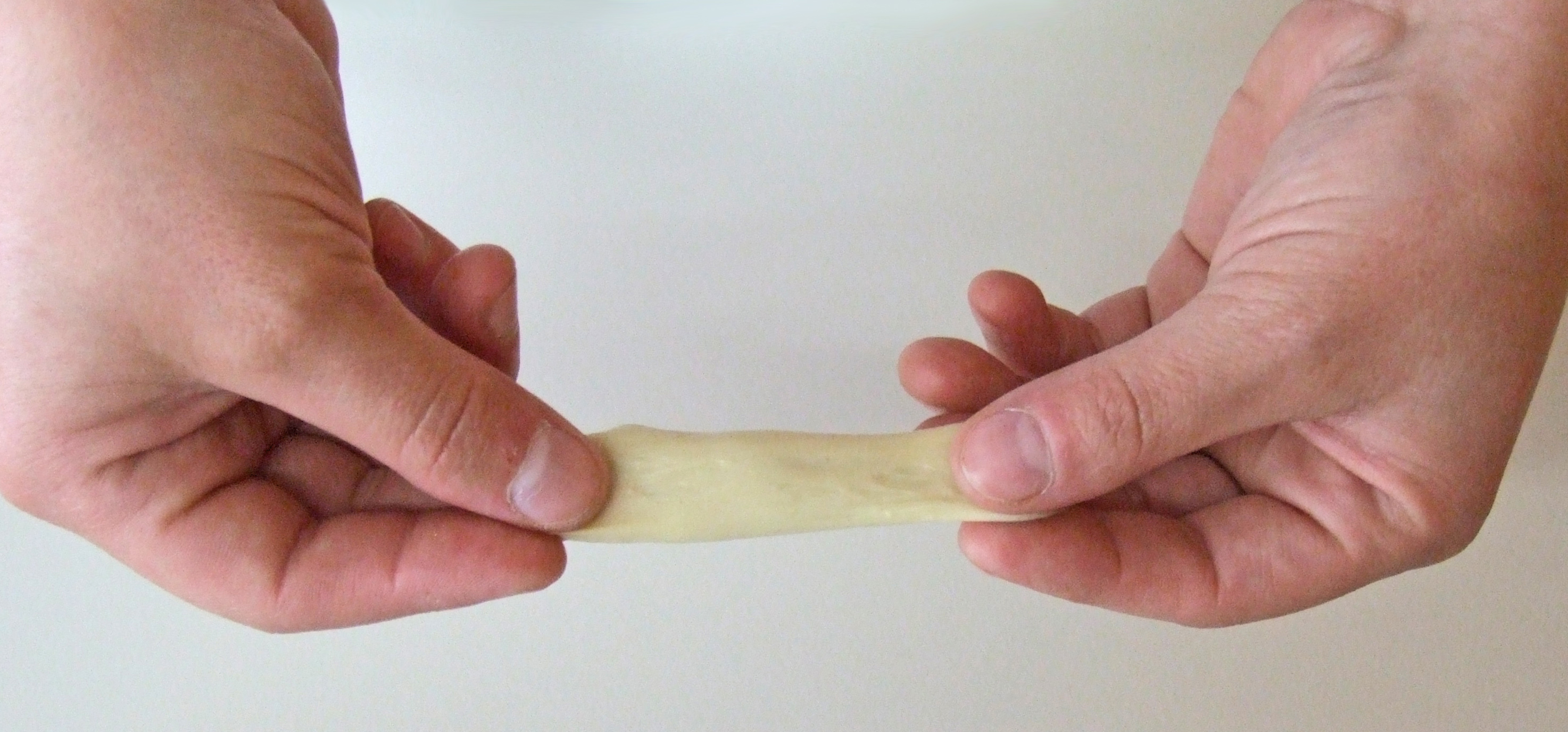
Test de contrainte d'un gluten de blé délavé.

Structure d'un grain de blé. Le gluten est le composant protéique principal de l'albumen.

### Extraction du gluten
Les protéines de l'albumen du blé sont caractérisées par leur solubilité : 

Composition protéique de la farine de blé (d'après Debiton)

- les albumines sont solubles dans l'eau ;
- les globulines sont solubles dans des solutions salines ;
- les gliadines sont solubles dans une solution d'alcool (éthanol à 70 %) ;
- les gluténines, insolubles dans les solvants précédents, sont partiellement solubles dans les solutions acides diluées et dans l'urée.

Les protéines insolubles qui sont les composants du gluten (gliadine, gluténine) représentent de 75 à 85 % de toutes les protéines. Les gliadines ont un poids moléculaire inférieur à celui des gluténines.
Le gluten de blé peut être obtenu par lixiviation à l'eau : après avoir pétri de la farine accompagnée de 50 % de son poids d'eau, on obtient une pâte élastique. Lavés sous un filet d'eau, peu à peu, l'amidon et les protéines solubles se dissolvent et sont évacués par le courant d'eau. Il subsiste une substance insoluble, verdâtre, gélatineuse, nommée « gluten ».
Les granules d'amidon se dispersant dans de l'eau à basse température, on procède en rinçant à l'eau froide une pâte simple obtenue à partir du mélange de farine et d'eau et en la malaxant jusqu'à ce que l'eau de rinçage soit claire et exempte d'amidon et de son. L'amidon dispersé est sédimenté et séché. Si une solution saline est utilisée à la place de l'eau, un gluten plus pur est obtenu, les globulines et certaines impuretés quittant la solution avec l'amidon. Lorsque l'amidon est le produit principal recherché, l'eau froide est le solvant préféré, car les impuretés se détachent avec le gluten. Le composé obtenu est ensuite séché par atomisation.
Dans la production industrielle actuelle, le gluten de blé est obtenu par séparation centrifuge : une pâte est préparée à partir de farine de blé et d'eau, cette pâte est malaxée vigoureusement par des machines jusqu'à ce que le gluten s'agglomère en une masse qui est recueillie par centrifugation, puis transportée à travers plusieurs étapes intégrées dans un processus continu. Environ 65 % de l'eau contenue dans le gluten humide est éliminée à l'aide d'une presse à vis qui sépare l'amidon, le gluten et les sucres solubles du blé. Le gluten est ensuite lavé, essoré, séché et pulvérisé à travers une buse d'atomiseur dans une chambre de séchage, où il reste brièvement à température élevée pour permettre à l'eau de s'évaporer sans dénaturer le gluten. Le processus donne une farine à 7 % d'humidité, qui est refroidie à l'air et transportée pneumatiquement. Dans la dernière étape, le gluten traité est tamisé et moulu pour produire un produit uniforme, afin d'obtenir de la farine de gluten.

## Constitution du gluten
Le gluten est principalement constitué de deux types de protéines insolubles dans l'eau : les prolamines et les glutélines. Ces protéines permettent de stocker des oligo-éléments et des acides aminés nécessaires au développement de la jeune pousse lors de la germination de la graine.
Les prolamines du blé, de l'orge, du seigle et de l'avoine sont respectivement appelées gliadine, hordéine, sécaline et avénine. La glutéline du blé est appelée gluténine.
Le gluten proprement dit n'est pas présent dans les céréales, il se forme lors de la fabrication de la pâte, quand on mélange avec de l'eau la farine obtenue après mouture des graines. Les glutens, plus particulièrement le gluten de blé tendre, sont appréciés pour leurs propriétés viscoélastiques, qui confèrent à la pâte son élasticité, l'aident à lever puis conserver sa forme, laissant au produit final une texture moelleuse,. Ce réseau viscoélastique de structure tridimensionnelle formé irréversiblement est le véritable gluten.

### Variations selon les espèces de céréales
Il se trouve dans toutes les céréales vraies (de la famille des poacées ou graminées comme le blé). Les céréales à forte teneur en gluten sont l'épeautre (10 à 12 g/100 g de farine type 630), le blé tendre (8 à 14 g/100 g de farine de type 405), le blé khorasan (Kamut), l'amidonnier et le blé dur (12 à 14 g). L'engrain, ou petit épeautre (7 à 8 g) contient un peu moins de gluten. Le seigle (3,2 g/100 g de farine de type 815), l'avoine (5,6 g/100 g de farine de grains entiers), l'orge (5,6 g/100 g de grains entiers décortiqués) en contiennent beaucoup moins. Une étude de 2019 portant sur un panel d'essais concernant le blé tendre, le blé dur, l'amidonnier, l'épeautre et l'engrain en conditions ordinaires de culture confirme une grande partie de ces données avec toutefois des écarts resserrés entre espèces et souligne la forte variabilité de ces résultats pour le blé tendre (faibles dans ces essais) selon la variété et les conditions de culture. Les objectifs de sélection du blé tendre divergent en effet selon qu'il s'agit de blé boulanger ou biscuitier,. Des études sont en cours en France concernant ces valeurs en conditions d'agriculture biologique et avec des variétés anciennes.
| Céréale | Prolamine | Taux % par rapport aux protéines totales |
| ------- | --------- | ---------------------------------------- |
| Avoine  | Avénine   | 16                                       |
| Blé     | Gliadine  | 69                                       |
| Maïs    | Zéïne     | 55                                       |
| Millet  | Panicine  | 40                                       |
| Orge    | Hordéine  | 46 - 52                                  |
| Riz     | Orzénine  | 5                                        |
| Seigle  | Sécaline  | 30 - 50                                  |
| Sorgho  | Kafirine  | 0                                        |

## Propriétés viscoélastiques du réseau de gluten

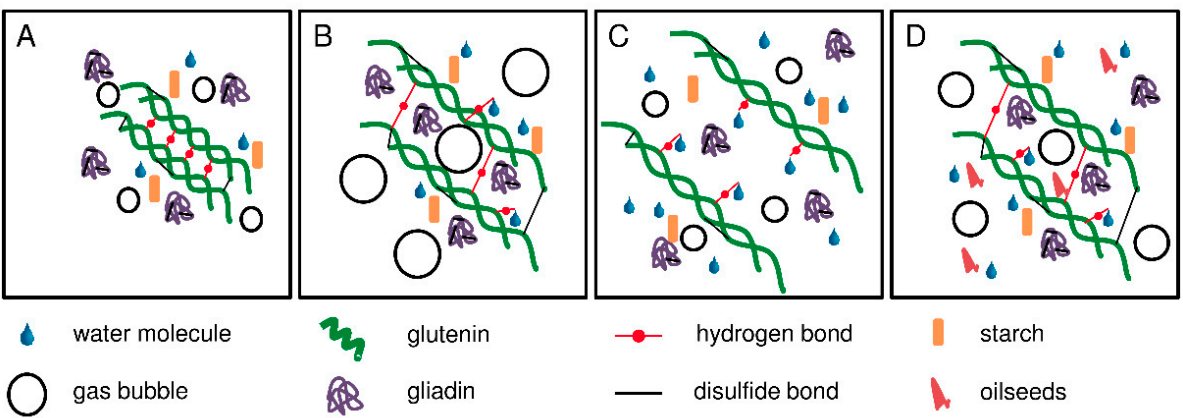
Représentation schématique de la formation du réseau glutineux dépendant de la teneur en eau.
(A) Farine de blé en dessous de la teneur optimale. (B) Farine à la teneur optimale. (C) Farine au-dessus de la teneur optimale. (D) Mélange à pâte à la teneur optimale.

- disulfure intermoléculaire
- disulfure intramoléculaire
- non covalente
a) protéines associées par des liaisons disulfures intermoléculaires conférant une certaine élasticité à l'agrégat protéique
b) protéines associées par des liaisons non covalentes intermoléculaires conférant une certaine viscosité à l'agrégat moléculaire, d'après Pierre Feillet.

Lors de la confection des pâtes de pâtisserie, le pétrissage fournit l'énergie mécanique qui permet aux protéines insolubles (gliadines et gluténines pour le blé) de se lier entre elles par un réarrangement des ponts disulfures (cassure mécanique des liaisons disulfure puis reformation avec alignement des molécules de gluténines et de gliadines). Il s'établit alors un réseau de gluten, complexé avec les lipides de la farine et certains composés glucidiques, enserrant les grains d'amidon et les bulles d'air,.
La formation d'interactions entre les protéines du gluten de la farine confèrent aux pâtes leurs propriétés viscoélastiques, notamment l'élasticité et la « masticabilité » des produits à base de céréales cuits au four, du moëlleux et de la tenue des pâtes alimentaires (mais les propriétés du gluten de blé dur ne s'expriment qu'après cuisson).

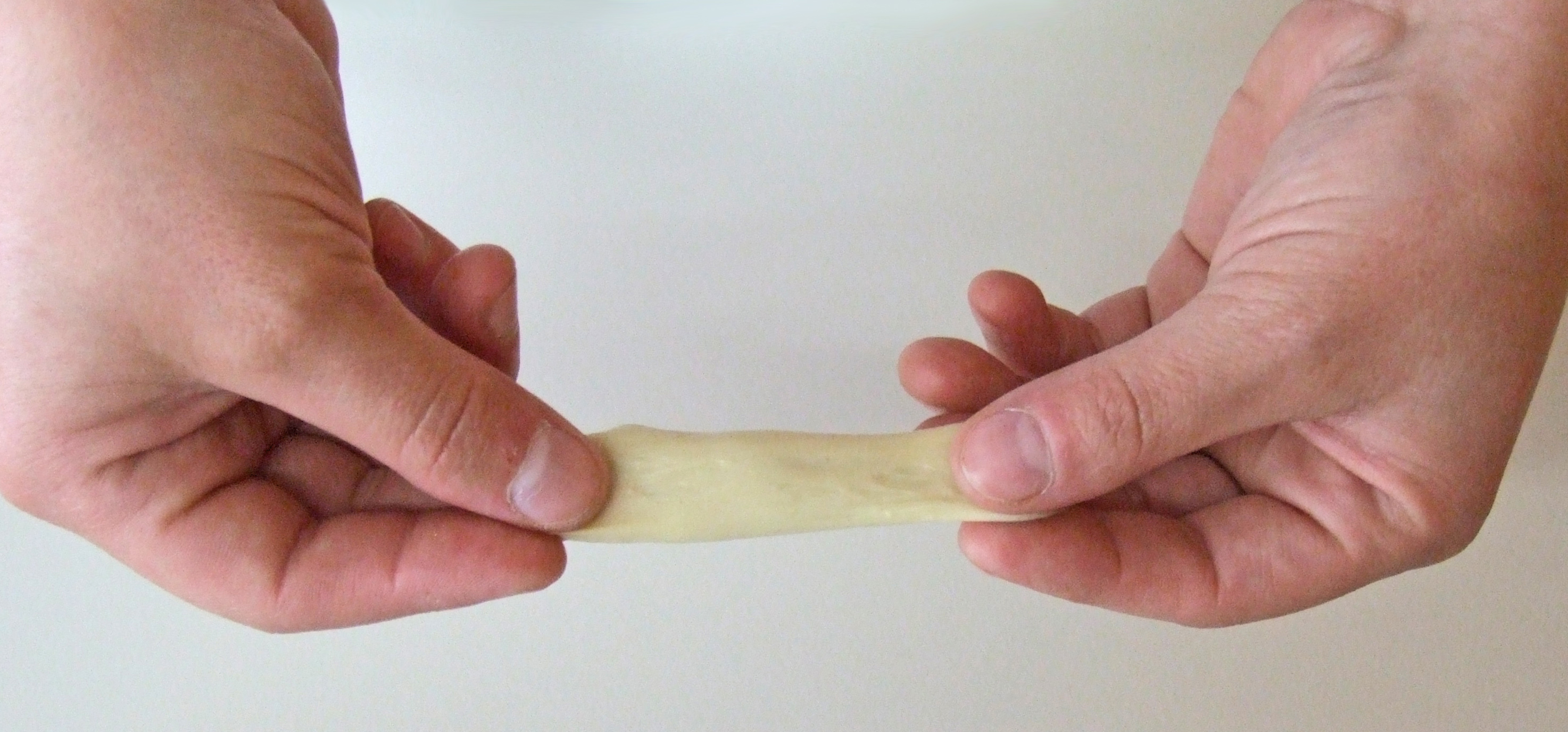
La résistance à l'étirement du réseau de gluten peut être mise en évidence par le test du voile.

Quand elles sont hydratées, les gliadines du blé tendre sont des protéines globulaires très extensibles qui, en affaiblissant les interactions entre les chaînes de gluténine, confèrent à la pâte son extensibilité, sa viscosité et sa plasticité facilitant la rétention de gaz. Les gluténines sont quant à elles, des protéines fibreuses responsables de la ténacité et de l'élasticité de la pâte,. Les sous-unités gluténines de haut poids moléculaires forment des polymères liés par des ponts disulfures qui contribuent à l'élasticité du gluten. La capacité de la pâte à se déformer sans se briser est appelée force boulangère et est notée W ; elle varie de 100 à 300. Elle est en gros proportionnelle au taux de gluten.
Cette viscoélasticité est utile à la fabrication du pain : les bulles de CO2 dégagées lors de la dégradation anaérobie des sucres fermentescibles par les levures, sont figées dans le réseau de gluten à la fois tenace et élastique (la pâte « lève »). On le retrouve donc dans les farines de céréales panifiables comme le blé, l'épeautre (69 % d'alpha gliadine), le seigle (30 % à 50 % de sécaline).
Le travail du pain au levain permet d'abaisser le pH à 4 contre un pH de 5 ou 6 pour les levures chimiques. Ceci permet l'activation des protéases qui travaillent en milieu acide qui découpent le réseau de gluten en petites protéines ou en acides aminés. Une pâte au levain laissée trop longtemps voit son réseau de gluten se déstructurer et l'apparition d'eau liée à la casse des ponts disulfure piégée jusque là dans le réseau.
De la farine sans gluten est proposée dans le commerce, cependant son comportement est différent d'une farine contenant du gluten. Lors de la réalisation d'une préparation culinaire avec une telle farine, les quantités des ingrédients individuels peuvent donc différer des informations de la recette classique. Les produits de boulangerie sans gluten ne sont souvent pas aussi facilement réussis et aussi appétissants qu'avec la farine conventionnelle, car le gluten assure une bonne formation de pores et une mie ferme pendant la cuisson. Ils sont souvent plus secs ou granuleux, moins élastiques, plus denses et plus lourds aussi, même si certains boulangers arrivent parfois à des résultats surprenants en fonction du mix de farines et adjuvants (psyllium, agar agar) et de leur travail (levain, pétrissage, temps). Les pâtes feuilletées sont aussi un réel défi conduisant souvent à un fond de préparation trop dense, difficile à découper et peinant à atteindre son but (galette des rois et autre tartes).

## Valeur nutritionnelle
Le gluten permet de couvrir une grande partie des besoins en acides aminés en particulier en acides aminés essentiels sauf la lysine, un des plus importants ; la digestibilité mesurée du gluten est excellente (99% pour le gluten de blé).
Dix acides aminés sont considérés comme essentiels, car l'être humain ne peut pas les synthétiser et il doit les obtenir obligatoirement par le biais de la nourriture. Si le niveau d'au moins un de ces acides aminés essentiels est déficient, une partie des autres acides aminés, ne pouvant entrer dans la synthèse protéique par manque d'un élément essentiel, sera décomposée et excrétée, ce qui limite notamment la croissance des enfants et provoque des pertes d'azote alimentaire. Pour compenser cette carence relative, il est nécessaire de compléter les aliments comportant du gluten avec d'autres aliments comportant d'autres protéines telles les légumineuses, riches en lysine, les brassicacées, certains champignons ou des produits animaux.

## Évolution de la part du gluten dans la ration
Dès le début du néolithique, les céréales étaient associés empiriquement dans la nourriture à une autre source de protéines permettant de compenser cette insuffisance en lysine, par exemple, les lentilles ou le pois (Les paires alimentaires). Les protéines animales (lait, viande, œufs, poisson) permettaient également de corriger ce déséquilibre.
Plus récemment entre 1750 et 1950, en Europe, les soupes de pain paysannes au chou ou aux haricots (eau, sel, pain bis, chou ou haricots, légumes de saison, un peu de pommes de terre et de lard) ont pu constituer le plat unique et répétitif de nombreux paysans. Le pain et donc le gluten y étaient valorisés au mieux. Ces soupes permettaient de couvrir, outre des besoins importants en énergie, tous les besoins en acides aminés, fibres, vitamines et minéraux pour un prix de revient modique. On peut en dire autant, par exemple, du couscous nord-africain ou des pizzas simples d'Italie d'autrefois. Aujourd'hui, des préparations telles que les empanadas ou pastelles, chaussons de pâte fourrés de légumes et d'un peu de viande ou poisson, sont extrêmement populaires dans de nombreux pays émergents.
Il semble que les variétés modernes de blé tendre ne contiennent pas plus de gluten en moyenne que les anciennes. La teneur en gluten des blés tendres serait en légère diminution du fait de l'intensification de la culture. Les variétés boulangères ont été sélectionnées pour obtenir un W plus élevé, c'est-à-dire un gluten plus tenace. Au contraire les variétés biscuitières demandent un W faible. Les shortbread sont des biscuits traditionnels d'Europe du Nord, utilisant des farines pauvres en gluten, qui connaissent un renouveau et sont à l'origine des cookies nord-américains. Aux États-Unis on préfère utiliser le blé hérisson (club wheat) à très faible taux de gluten pour la biscuiterie -cookies et « gâteaux japonais » (japanese coton sponge cakes)- on peut obtenir alors des crackers ou des gâteaux non levés mais très aérés. Les variétés fourragères, utilisables en alimentation humaine, ont surtout été sélectionnées sur les critères de rendement et secondairement de teneur en protéines mais pas sur le W.
Le blé dur à l'origine des pâtes alimentaires et couscous est la céréale la plus riche en gluten. Pour obtenir des blés durs à haute teneur en protéines et donc en gluten, les céréaliers privilégient des variétés sélectionnées et améliorées sur ce critère et un apport supplémentaire tardif d'engrais azoté.
Les propriétés viscoélastiques du gluten font qu'en 2012, le gluten était présent dans 41 % des produits alimentaires étudiés dans les rayons français, selon une enquête de l’Observatoire de la qualité de l’alimentation.
Si la consommation de pain traditionnel est en diminution, la consommation de pâtes, pizzas, viandes et poissons panés et frits, gratins à la béchamelle ou à la chapelure, beignets, pâtisseries, biscuits, viennoiserie et pains industriels de toutes sortes est en progression constante. Les français sont devenus les seconds consommateurs de pizzas avant les italiens mais après les américains. La consommation de crêpes de type français (bien que l'ingrédient principal ne soit pas toujours la farine de blé) est aussi très développée en Belgique, France, Afrique du Nord et au Liban et s'étend partout dans le monde. Comme les pizzas, les crêpes, bagels, hamburgers permettent, à partir d'ingrédients très industrialisés, de proposer des assiettes variées, élaborées éventuellement de façon conviviale devant le client ou entre convives, suivant le goût de chacun ; la rapidité d'exécution permet de plus d'enchaîner les services. Les pâtes prêtes à farcir, empiler ou garnir comme les pizzas, galettes, crêpes, fonds de tarte, pains à fourrer, feuilletés, conchiglioni, cannelloni, lasagnes sont très diversifiées et disponibles à la vente séparément (liste de pâtes). Elles sont utilisées aussi bien à la maison qu'en restauration rapide. Les qualités pratiques des pâtes à fort taux de gluten ne sont pas pour rien dans le succès de ces modes ni dans la rentabilité importante des commerces les proposant.
Aujourd'hui dans les sociétés occidentalisées, la consommation souvent exclusive de pain blanc et de produits à base de farines blanches, c'est-à-dire sans le son ni le germe, et éventuellement enrichies en gluten, des pâtes et semoules appréciées pour leur facilité d'emploi, ainsi que l'utilisation généralisée du gluten comme adjuvant dans l'alimentation industrielle peut faire beaucoup augmenter la proportion de gluten ingéré, ce qui change complètement la problématique.

## Utilisations

### Ingrédient naturel de fabrications traditionnelles

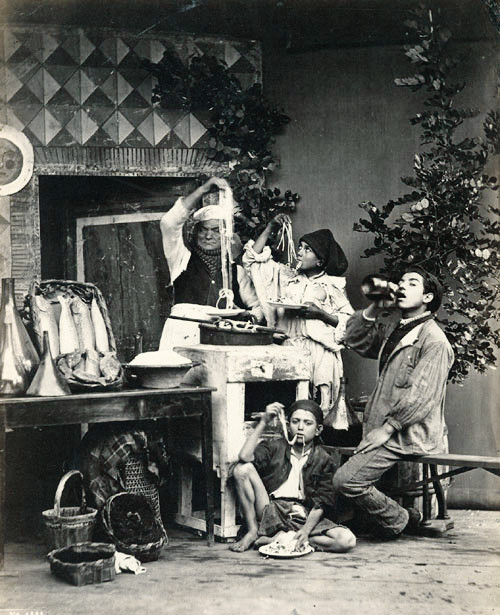
Ce sont les propriétés viscoélastiques du gluten qui permettent la fabrication de spaghettis ne cassant pas après cuisson.

#### Produits de boulangerie et pâtisseries
Le gluten se forme lorsque les molécules de gluténine subissent la réticulation via des liaisons disulfure pour former un réseau sub-microscopique attaché à la gliadine, ce qui contribue à la viscosité et à l'extensibilité à l'ensemble (voir ci-dessus Propriétés viscoélastiques du réseau de gluten). Si cette pâte est levée avec de la levure, la fermentation produit des bulles de dioxyde de carbone qui, emprisonnées par le réseau de gluten, font lever la pâte. La cuisson au four coagule le gluten qui, avec l'amidon, stabilise la forme du produit final. La teneur en gluten a été impliquée en tant que facteur dans la stabilisation du pain, peut-être parce qu'il lie l'eau par hydratation.
La formation de gluten affecte la texture des produits de boulangerie. L'élasticité atteignable du gluten est proportionnelle à sa teneur en gluténines de faible poids moléculaire, car cette partie contient la plupart des atomes de soufre responsables de la réticulation du gluten.
Un raffinage plus poussé de la farine conduit à des pâtes plus riches en gluten comme celles que l'on trouve dans le pain blanc, les pizzas et les bagels, alors qu'un raffinage moindre fournit les produits de pâtisserie. En général, les farines pour pâtes élastiques (macaronis, pizza, crêpe) et produits bien levés (pain de blé tendre et viennoiseries comme les brioches et croissants) sont plus riches en gluten que les farines de pâtisserie et biscuiterie. Le malaxage favorise la formation de brins de gluten et de liaisons croisées, créant des produits de boulangerie plus mous (par opposition à ceux plus fragiles et plus friables). Le besoin de mastiquer le produit fini augmente à mesure que la pâte est pétrie plus longtemps. Une teneur accrue en humidité dans la pâte favorise le développement du gluten et les pâtes très humides laissées longtemps à lever ne nécessitent aucun pétrissage. Un temps de maturation moindre inhibe la formation de liaisons croisées et est utilisé avec une diminution de l'eau et moins de pétrissage lorsqu'un produit tendre et feuilleté est souhaité, comme une croûte à tarte.
La force et l'élasticité du gluten dans la farine sont mesurées dans l'industrie de la boulangerie à l'aide d'un farinographe et d'un extensographe. Cela donne au boulanger une mesure de la qualité pour différentes variétés de farines lors de l'élaboration de recettes pour divers produits de boulangerie.

#### Biscottes au gluten
Les farines des céréales se composant d'amidon soluble dans l'eau et de gluten qui subsiste après un rinçage modéré à l'eau froide, leur appauvrissement en amidon par rinçage les enrichit donc bien en gluten, à masse identique. Déjà dans les années 1950-1960 étaient vendues en boulangerie des biscottes pour les diabétiques appauvries en amidon afin de réduire leurs apports glucidiques. Par exemple des fabricants comme Heudebert et Pelletier, les mettaient en vente dans les boulangeries et quelques magasins d'alimentation en tant que Biscottes au gluten.
Actuellement existe encore en France une biscotte au gluten, Heudebert Forme (+/- 280 g), vendue sous les marques Heudebert, Lu et Mondelèz International, dont la composition est : céréales 90,5 % (farine de blé et gluten de blé 57,8 %, farine complète de blé 31 %, farine de blé malté) et qui est enrichie en vitamines E, B1, B2, B6, acide folique, calcium, fer, magnésium et riche en phosphore.

#### Plats de gluten traditionnels d'Asie

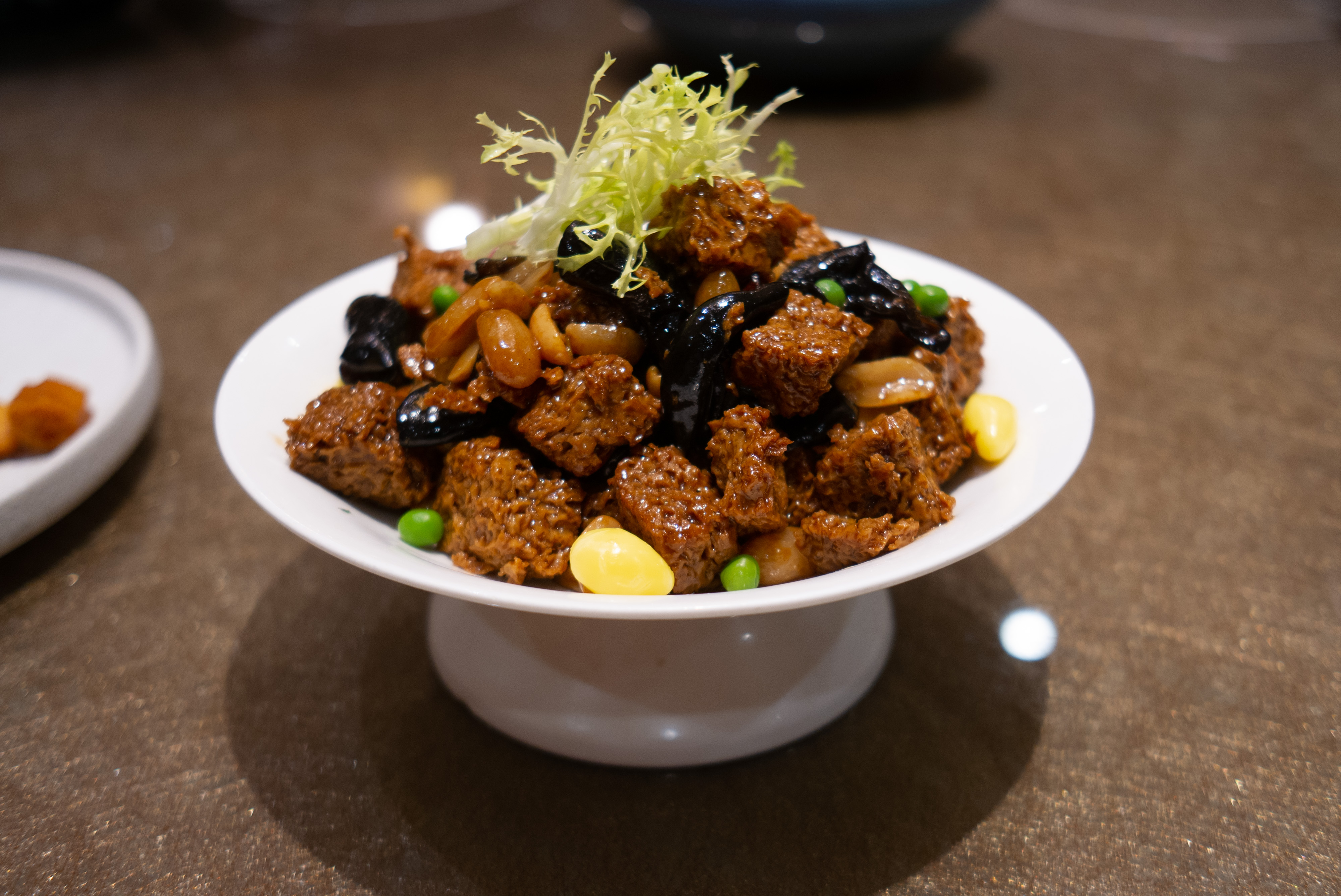
Plat réalisé avec des boulettes de kaofu dans un restaurant de Shanghaï.

Le gluten de blé est utilisé depuis le VIe siècle pour remplacer la viande en Chine, probablement à l'initiative de moines du bouddhisme mahāyāna. Il était réalisé artisanalement en lavant la farine de blé et appelé miàn jīn. Le gluten passé au four est appelé kao fu. Il a été très tôt adopté dans la cuisine japonaise d'inspiration bouddhiste sous le nom de fu. Dans la cuisine vietnamienne, c'est le mì căn. Il est souvent proposé sous forme de saucisses ou de boulettes, blanches ou brunes. Le seitan peut être considéré comme la forme industrielle moderne de ces plats traditionnels.

#### Malts
Le maltage des céréales consiste à provoquer un début de germination des grains. Il se produit alors naturellement une hydrolyse enzymatique des réserves de l'albumen. Le gluten est dissocié en acides aminés et l'amidon en sucres. Dans la nature, ces sucres et ces acides aminés facilement disponibles provoquent un démarrage fulgurant de la plantule. Cette observation est peut-être une des raisons du succès, depuis les années 1900, des boissons reconstituantes (Horlicks dans les pays de l'ancien Empire britannique) et des préparations (Ovomaltine) et en-cas maltés au chocolat surtout destinés au départ aux enfants des classes ouvrières.
En brasserie, cela favorise ensuite la croissance optimale des levures lors de la fermentation du moût. La proportion de molécules hydrolysées joue sur la qualité du malt et in fine sur celui de la bière. Le gluten insoluble et une partie des acides aminés sont retirés du moût avec les résidus de malt, cependant la bière en contient encore de petites quantités.
Les bières sans gluten peuvent être fabriquées, par exemple, à partir de sorgho ou de riz non maltés. Certaines sont simplement dégluténéisées, i.e. en améliorant l'extraction finale des résidus de malt.

#### Autres

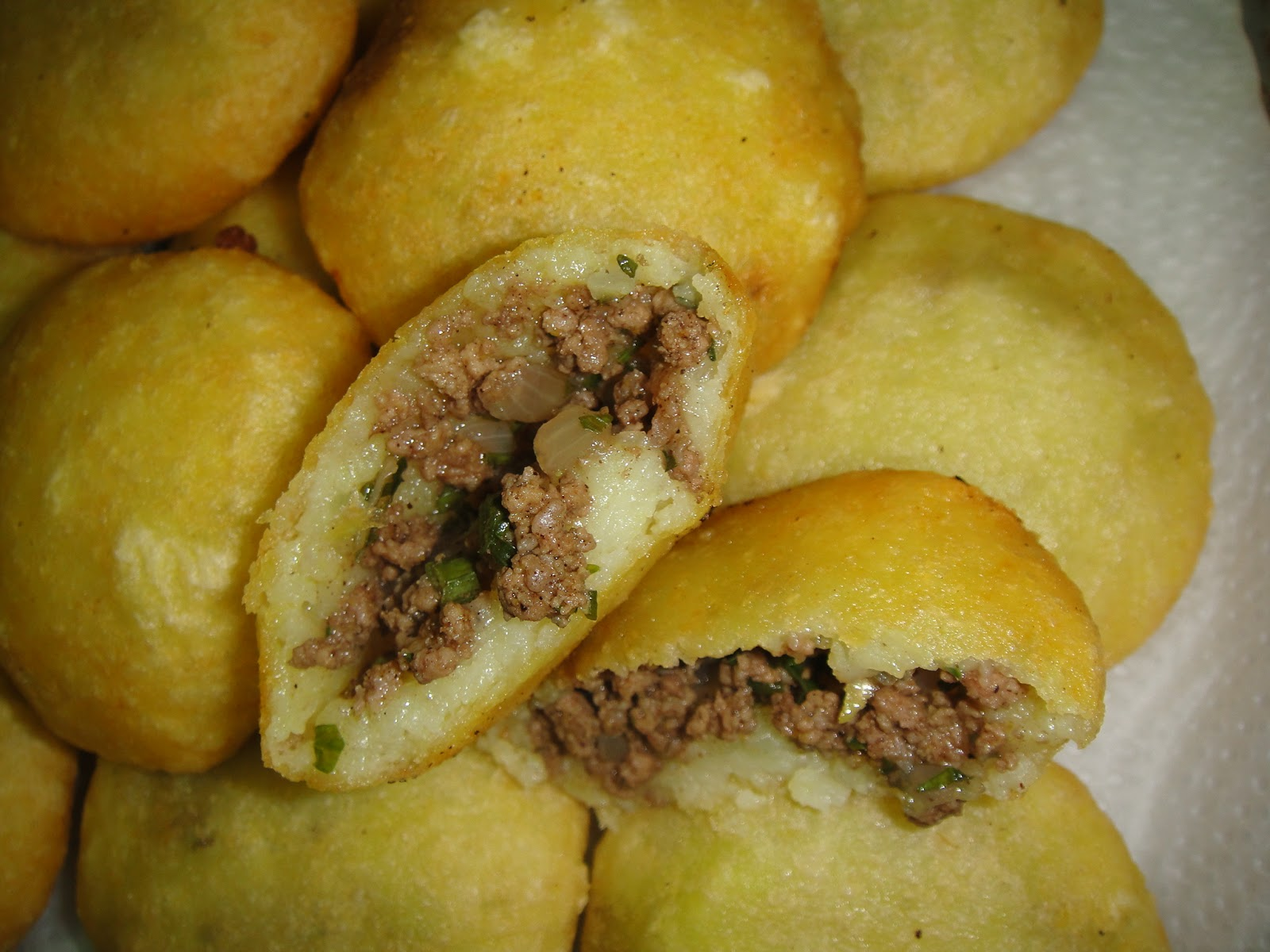
Boulettes de kebbé, pâte de boulghour farcie à la viande et frite, un plat emblématique du Moyen-Orient

Le gluten est naturellement présent dans les bouillies et gruaux de céréales qui ont constitué la principale nourriture de l'humanité bien avant les galettes et le pain, dans les semoules (couscous, boulghour...) et pâtes alimentaires qui sont à la base d'une multitude de plats populaires, les biscuits, viennoiseries, dans de nombreux desserts, sauces et tous plats incorporant de la farine de céréales ou de la chapelure
Parmi les produits traditionnels exigeant des farines à haute teneur en gluten, on peut citer les pâtes alimentaires, les pizzas (farines italiennes 00 ou farine de force T45 pour obtenir une pâte élastique et tenace) et les bagels.
Selon le Vatican, les hosties consommées lors de la messe contiennent du gluten ; il s'agit d'un pain sans levain (pain azyme de la Bible) à base de farine de froment et sa teneur en gluten est probablement faible.

### Utilisation industrielle dans l'alimentation
Le gluten est un coproduit de l'industrie de l'amidonnerie qui traite principalement des farines de maïs, mais aussi de blé et de riz. Seul le gluten de blé est utilisé pour ses propriétés améliorantes en boulangerie.
Le gluten est très demandé dans le monde entier, principalement par l'industrie alimentaire mais également par d'autres types d'industries, en raison de son faible coût économique et de ses propriétés viscoélastiques et adhésives uniques s'il s'agit de gluten de blé.

#### Ajouts de gluten dans les farines
Le gluten, une fois séché, moulu peut être ajouté à une farine ordinaire pour l'aider à améliorer sa capacité à augmenter en volume. Le mélange obtenu augmente également la stabilité structurelle du pain et sa texture. Une pâte avec du gluten ajouté doit être travaillée vigoureusement pour la faire monter à pleine capacité. Une machine à pain automatique ou un robot culinaire peuvent être nécessaires pour malaxer une pâte contenant beaucoup de gluten. En règle générale, des taux de gluten plus élevés sont associés à une teneur globale en protéines plus élevée. Toutefois, un taux de gluten trop élevé (au-delà de 12 %) ne permet plus de fabriquer le pain traditionnel français.
Le gluten peut représenter 8 à 12 % d'une farine boulangère. Son action peut être encore amplifiée par l'ajout de petites quantités de farines de malt, de féverole ou de soja et d'acide ascorbique. Ces farines spéciales ne sont pas accessibles au grand public. Elles sont systématiquement utilisées avec du gluten ajouté pour la fabrication des pains de mie et des pains à hamburgers.
On retrouve souvent des ajouts (quelques pour cent) de gluten dans les boulangeries industrielles pour complémenter les farines trop pauvres. Ceux-ci sont nécessaires pour les fabrications industrielles de pains complets, de pains de campagne et de pains de seigle afin d'obtenir une levée presque identique à celle du pain blanc. En effet, contrairement au pétrin traditionnel du boulanger d'antan, les procédés industriels actuels nécessitent des farines contenant beaucoup plus de gluten pour être pétries mécaniquement, puis subir la congélation après une cuisson partielle, puis le stockage, le transport jusqu'au lieu de décongélation et enfin la cuisson finale sur le lieu de production ou de vente.
Les spécialités de la restauration rapide (pizzas, crêpes, hamburgers...) exigent des pâtes à haute teneur en gluten. Les hamburgers, bagels, hotdogs utilisent souvent des pâtes briochées fermes mais spongieuses permettant d'absorber les sauces, elles sont généralement additionnées de malt pour le goût. Toutes ces pâtes tenaces permettent une préparation et un service rapides ; elles évitent les miettes, permettent de multiplier les services ou facilitent l'emport par le consommateur. Elles permettent de se passer de salle dans la restauration de rue. De plus, le caractère souvent artisanal et convivial de la préparation finale (garnissage des pâtes) est apprécié.
Pour les mêmes raisons, les plats industriels prêts-à-manger utilisent le gluten dans les pains de mie nécessaires à leur confection (club sandwich …), en chapelure ou panure (gratin, cordon bleu, plats farcis …) ou simplement comme épaississant des sauces.

#### Imitations de viande

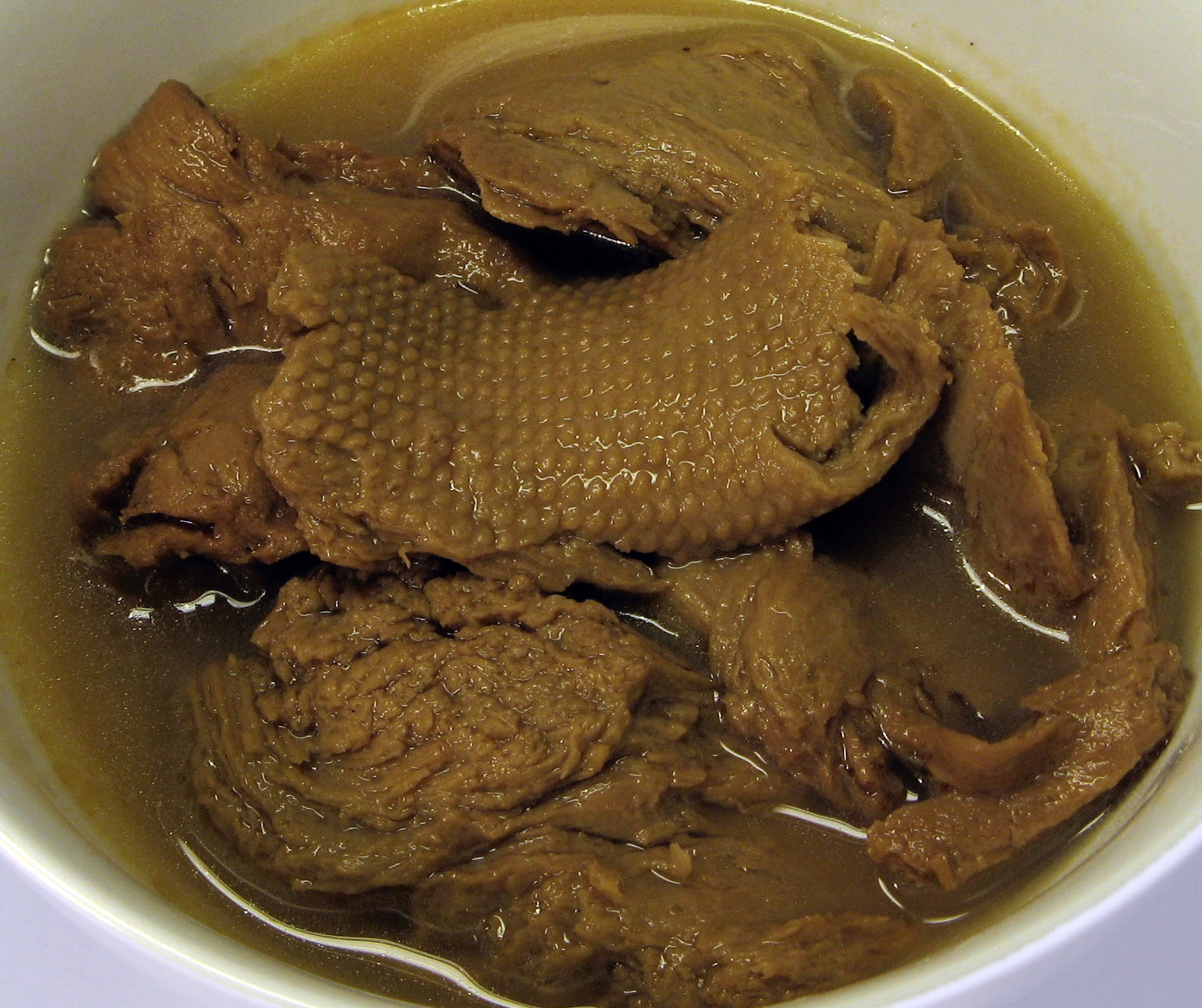
Le gluten est souvent utilisé dans les imitations de viande (comme ce modèle de « canard ») pour fournir des protéines supplémentaires et dans les régimes végétariens.

Le seitan, en particulier à base de gluten de blé, est souvent à la base des imitations de viande ressemblant au bœuf, au poulet, au canard, au poisson et au porc. Le seitan est préparé en le trempant (s'il est fabriqué à partir de poudre de gluten), en le pétrissant et en le faisant bouillir pendant une durée variable, entre 30 et 90 minutes en fonction notamment de son épaisseur ou du type de casserole. Une fois cuit, il a une consistance ferme et prend un peu de la saveur du bouillon dans lequel il est cuit. Cette propriété et sa teneur en protéines en font un matériau apprécié comme substitut de la viande dans les recettes végétariennes et végétaliennes.
Le gluten est grandement apprécié par les adeptes de l'alimentation végétarienne ou végane, les adventistes du septième jour, Hare Krishna et les bouddhistes, qui s'abstiennent souvent de consommer de la viande. ll se fait une place parmi les protéines végétales texturées, sa consistance étant plus proche de la véritable viande que la protéine de soja texturée qui ressemble un peu à la viande hâchée.

#### Adjuvant
Le gluten est souvent présent dans la sauce de soja et peut être utilisé comme agent stabilisant dans des produits alimentaires plus inattendus, tels que les pétales de maïs, la crème glacée et le ketchup. Les aliments de ce type, contenant du gluten caché, peuvent donc poser de gros problèmes et constituer un danger pour les personnes atteintes de la maladie cœliaque et de diverses sensibilités au gluten.
Plus de la moitié des aliments actuellement commercialisés contiennent du gluten de blé, d'orge, de seigle ou d'avoine, utilisé comme épaississant ou liant, sous forme de contamination croisée ou même adultération (pratique frauduleuse consistant en l'ajout d'un produit de moindre valeur à un autre produit, qui est alors vendu ou donné pour ce qu'il n'est pas). Ils posent un risque sérieux pour la santé des patients atteints de maladie cœliaque et des personnes présentant une sensibilité non cœliaque au gluten. Un contrôle rigoureux de la teneur en gluten est donc nécessaire pour leur certification en tant qu'aliments adaptés à la consommation par ces patients.
Les soupes en sachet permettent de se faire facilement une idée de cette omniprésence : il est difficile d'en trouver plus d'une ou deux sans gluten dans la plupart des rayons des hypermarchés.

### Alimentation animale
L'industrie de l'alimentation animale utilise tout type de gluten et principalement le gluten de maïs sous le nom technique de corn gluten meal (farine de gluten). Cette farine contient environ 65% de protéines brutes.
Le corn gluten feed est un mélange complexe de coproduits des industries de l'amidonnerie et de l'huilerie de maïs; sa composition variable est proche de 22 % de protéines brutes. Ils sont très utilisés car la digestibilité des glutens est excellente. Ils sont particulièrement recherchés en alimentation des ruminants malgré leur faiblesse en lysine car les glutens ne sont pas dégradés dans la panse et peuvent donc contribuer directement à la fourniture de protéines, dites alors protéines by-pass. On le retrouve donc dans les rations ou les aliments industriels des animaux d'élevage et de compagnie, pour augmenter leur teneur en protéines.
Les brasseries et distilleries de whisky et d'autres alcools à base de grains fournissent des drèches riches en gluten, environ 30% de protéines brutes; leur efficacité peut être limitée si le chauffage du malt ou des moûts a été trop intense.

### Autres utilisations
Le gluten est également utilisé dans les shampoings pour chiens, les pâtes à modeler pour enfants (telles que Play-Doh), la fabrication de produits pharmaceutiques (des médicaments sans ordonnance, des gargarismes et bains de bouche, des suppléments de vitamines et de minéraux, des produits à base de plantes médicinales, des suppléments alimentaires, des pansements adhésifs et bandes adhésives sanitaires), tous types de produits cosmétiques et de soins personnels (rouges à lèvres, baumes et brillants à lèvres, dentifrices, bains de bouche, produits pour le soin de la peau et des cheveux, etc.).
Le gluten est utilisé depuis des années dans la recherche pour développer des plastiques biodégradables destinés à la conservation des aliments et à d'autres utilisations, en tant qu'alternative aux plastiques à base de pétrole,. L'impact sur les personnes présentant un trouble lié au gluten est une préoccupation qui se doit d'être réglementée.

## Pathologies liées au gluten

### Les troubles liés au gluten
Il s'agit d'un terme générique concernant toutes les maladies déclenchées par le gluten, qui comprennent la maladie cœliaque, la sensibilité non-cœliaque au gluten (SNCG), l'allergie au blé, l'ataxie au gluten et la dermatite herpétiforme (DH). Actuellement, leur incidence est en augmentation dans la plupart des régions géographiques du monde. Cela peut probablement s'expliquer par l'occidentalisation croissante des régimes alimentaires, l'utilisation croissante d'aliments à base de blé inclus dans le régime méditerranéen, le remplacement progressif du riz par le blé dans de nombreux pays en Asie, au Moyen-Orient et en Afrique du Nord, le développement au cours des dernières années de nouveaux types de blé avec une quantité plus élevée de peptides cytotoxiques provenant du gluten et la teneur plus élevée en gluten dans le pain et les produits de boulangerie en raison de la réduction du temps de fermentation de la pâte, et plus généralement l'utilisation fréquente du gluten et du malt comme adjuvants dans les industries alimentaires.

### Intolérance au gluten (maladie cœliaque)
Certaines personnes présentent une intolérance au gluten appelée maladie cœliaque qui est une maladie auto-immune chronique touchant principalement l'intestin grêle, mais qui peut impliquer de nombreux organes et causer une grande variété de symptômes non gastro-intestinaux. Elle est causée par l'ingestion de céréales à gluten (blé, orge, seigle, épeautre,...voire parfois avoine) et qui apparaît chez les personnes génétiquement prédisposées de tous les âges. Cette maladie est une intolérance permanente à l'une des fractions protéiques du gluten, les prolamines. Elle provoque une atrophie des villosités intestinales au niveau de l'intestin grêle, entraînant une destruction partielle de la paroi qui provoque une malabsorption et donc de graves carences en certains nutriments (sels minéraux, vitamines…).
Chez le nourrisson, les symptômes peuvent apparaître quelques semaines après l'introduction de farines dans l'alimentation, et sont très variés : diarrhée chronique, hypotrophie, perte de poids, croissance ralentie voire stoppée, vomissement, etc. Chez l'adulte, elle se manifeste par des troubles gastro-intestinaux (douleurs abdominales, digestion difficile, diarrhée, selles molles, reflux gastro-œsophagien, vomissements, stase gastroduodénale, ballonnements), des problèmes articulaires, des troubles neurologiques, dermatologiques, stomatologiques, des carences multiples par malabsorption (vitamines, sels minéraux), anémie, ostéoporose, une fatigue chronique…
Les patients porteurs d'une maladie cœliaque présentant des « symptômes classiques », qui incluent des manifestations gastro-intestinales telles que diarrhée chronique et distension abdominale, malabsorption, perte d'appétit et diminution de la croissance, constituent actuellement la forme de présentation la moins courante de la maladie et touchent principalement les enfants de moins de deux ans. La maladie cœliaque présentant des « symptômes non classiques » constitue le type clinique le plus courant et concernent les enfants plus âgés (plus de deux ans), les adolescents et les adultes. Elles se caractérisent par des symptômes gastro-intestinaux plus légers, voire absents, ainsi que par un large éventail de manifestations non intestinales pouvant concerner n'importe quel organe du corps et pouvant très souvent être complètement asymptomatiques, que ce soit chez les enfants (au moins dans 43 % des cas) ou chez les adultes.
La prévalence de la maladie a été estimée à environ 0,5 % - 2 % dans différentes régions du monde (environ 0,7 % de la population aux États-Unis). La recherche d'anticorps anti-transglutaminases de type Ig A, suivie d'une fibroscopie avec biopsie de la muqueuse duodénale permet de détecter cette maladie.
La plupart des cas restent non reconnus, non diagnostiqués et non traités, et risquent de provoquer de graves complications de santé à long terme. En effet, non seulement de nombreux cas de maladies cœliaques peuvent être apparemment asymptomatiques, mais en outre beaucoup de personnes soi-disant asymptomatiques ne le sont en fait pas, présentant divers symptômes non attribués au gluten. S'étant habituées à vivre avec un mauvais état de santé chronique, elles sont cependant capables de reconnaître l'amélioration voire la disparition de leurs symptômes après avoir commencé le régime sans gluten. Des difficultés supplémentaires pour le diagnostic sont le fait que les marqueurs sérologiques (transglutaminase anti-tissulaire [TG2]) ne sont pas toujours présents et que de nombreuses personnes peuvent présenter des lésions muqueuses mineures sans atrophie des villosités intestinales.
Ces personnes peuvent souffrir de symptômes graves de la maladie et faire l'objet d'explorations approfondies pendant de nombreuses années, avant que le diagnostic ne soit posé. Une maladie cœliaque non traitée peut entraîner non seulement une qualité de vie réduite, mais également un risque accru de lymphomes intestinaux et une mortalité accrue. Elle est associée à certaines autres maladies auto-immunes, telles que diabète de type 1, thyroïdite, ataxie au gluten, psoriasis, vitiligo, hépatite auto-immune, dermatite herpétiforme, cholangite sclérosante primitive, etc..
Le seul traitement aujourd'hui connu est un régime strict sans gluten à vie. En effet, aucun traitement médicamenteux n'existe. Cependant des recherches, ont montré que certaines bactéries du microbiote, comme  Rothia mucilaginosa produisaient une enzyme, la Rothia subtilisine, capable de briser la protéine de gliadine.
Une autre piste de recherche est basée sur l'ingestion d'enzymes de dégradation du gluten, permettant de le dégrader en fragments non immunogènes.
Des études récentes indiquent que l'antiagglomérant E 551 (dioxyde de silicium) notamment utilisé dans les farines, y compris dans les farines infantiles, pourrait intervenir dans le développement de la maladie cœliaque,. Gluten, malt et dioxyde de silicium sont « massivement » utilisés dans les aliments transformés, souvent de plus dans le même aliment ; on observait une absorption moyenne de 124 mg/jour de nanosilice en 2011.
La pratique régulière d'une activité sportive qui entre dans l'activité de l'appareil digestif, est aussi la solution préconisée.
En France, l'AFDIAG (Association française des intolérants au gluten) est un soutien pour tous les cœliaques. En Belgique, la SBC asbl (société belge de la cœliaquie asbl), au Grand-Duché de Luxembourg, l'ALIG (association luxembourgeoise des intolérants au gluten), et en Suisse, l'ARC (Association Suisse Romande de la Coeliakie), remplissent le même rôle.

### Hyperperméabilité intestinale

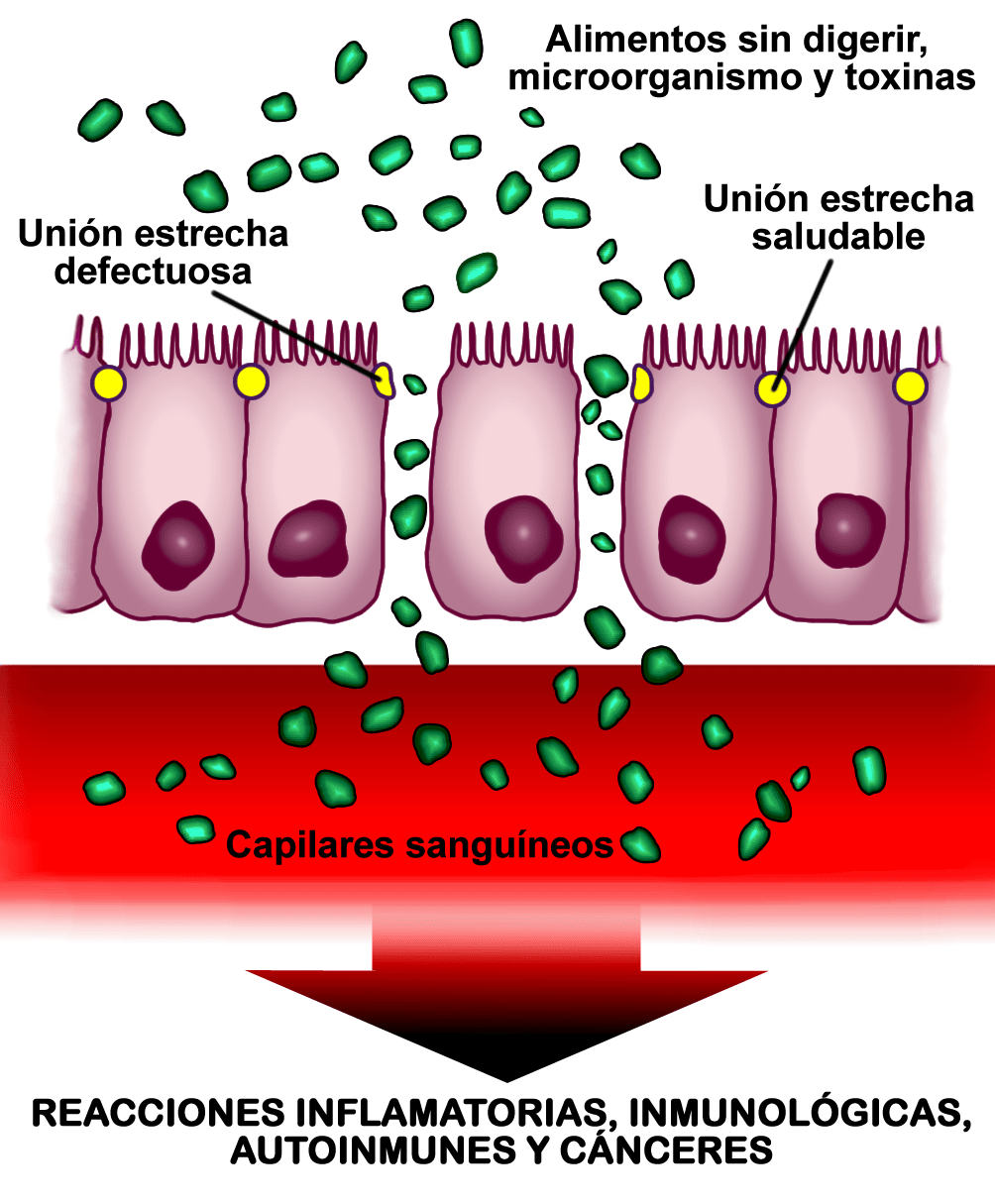
Paroi de l'intestin. L'ouverture des jonctions serrées intercellulaires (augmentation de la perméabilité intestinale) permet le passage dans la circulation sanguine de substances pouvant déclencher des maladies auto-immunes, des inflammations, des infections, des allergies ou des cancers, au niveau intestinal et systémique.

Au niveau de la paroi intestinale, le désassemblage des jonctions serrées (en jaune sur le schéma) provoque une augmentation de la perméabilité intestinale. Le gluten, quelle que soit la prédisposition génétique, à savoir en présence ou non de maladie cœliaque et le lipopolysaccharide (LPS) provenant d'une colonisation bactérienne chronique de l'intestin grêle semblent en être les deux principaux responsables. Cette hyperperméabilité de la paroi intestinale provoque le passage accru dans le sang de substances qui ne doivent pratiquement pas passer (toxines bactériennes, principalement le LPS ; produits chimiques, microorganismes et aliments partiellement digérés). Ces substances stimulent notamment le système immunitaire et, en fonction de la prédisposition génétique de l'individu, peuvent développer diverses pathologies.
Une étude de 2011 suggère que l'altération de la perméabilité intestinale pourrait être dans certains cas impliquée dans le développement, entre autres, des maladies suivantes :
- Maladies auto-immunes, telles que la maladie cœliaque, le diabète de type 1, la polyarthrite rhumatoïde, la spondylarthrite ankylosante, les maladies inflammatoires de l'intestin (maladie de Crohn), le lupus érythémateux systémique et la cholangite sclérosante primitive[94].
- Cancers tels que gliome (cancer du cerveau ou de la moelle épinière), cancers du sein, de l'ovaire, du pancréas, de la prostate, adénocarcinome du poumon, carcinome hépatocellulaire (cancer du foie) en présence d'une infection par le virus de l'hépatite C, leucémie aiguë non lymphocytaire, anémie de Fanconi, lymphome diffus à grandes cellules B et leucémie myéloïde aiguë[94].
- Maladies du système nerveux, telles que sclérose en plaques, schizophrénie, poly-radiculo-neuropathie démyélinisante inflammatoire chronique et neuromyélite optique[94].
- Maladies inflammatoires[94].
- Infections[94].
- Allergies[94].
- Asthme[94].

### Sensibilité non cœliaque au gluten (SNCG)
Le syndrome depuis peu appelé « sensibilité non cœliaque au gluten » (SNCG) est décrit comme un ensemble de symptômes qui s'améliorent lors du passage à un régime sans gluten, après exclusion de la maladie cœliaque et de l'allergie au blé. Reconnue depuis 2010, elle figure parmi les troubles liés au gluten, mais sa pathogénie n'est pas encore bien comprise. La SNCG est le syndrome le plus commun des troubles liés au gluten, avec une prévalence estimée à 6-10%. Mais sa prévalence réelle est difficile à déterminer car beaucoup de personnes s'auto-diagnostiquent et commencent un régime sans gluten, sans avoir au préalable subi un test de dépistage de la maladie cœliaque ou des recommandations du médecin. Les personnes atteintes restent habituellement dans un no man's land, sans être reconnues par les spécialistes et sans les soins et traitements médicaux adéquats. La plupart de ces personnes ont une longue histoire de problèmes de santé et de consultations infructueuses avec de nombreux médecins. C'est la raison pour laquelle la majorité d'entre elles finissent par avoir recours à un régime sans gluten et à un auto-diagnostic de sensibilité au gluten.
Les personnes atteintes peuvent développer soit des symptômes gastro-intestinaux, qui ressemblent à ceux du syndrome du côlon irritable ou de l'allergie au blé, soit une grande variété de symptômes non gastro-intestinaux, parfois systémiques, tels que des maux de tête, un engourdissement dans les jambes ou les bras, des picotements aux extrémités, un syndrome de fatigue chronique, des myalgies et des tendinites à répétition, voire une fibromyalgie, des maladies atopiques, une dermatite (eczéma ou éruption cutanée), des maladies neurologiques ou des troubles psychiatriques (anxiété, dépression, neuropathie périphérique, ataxie, trouble d'hyperactivité avec déficit de l'attention, hallucinations que certains auteurs ont appelé « psychose du gluten », de l'asthme, une rhinite, une allergie à une ou plusieurs substances inhalées (acariens, poils d'animaux, pollens), une allergie alimentaire (crustacés) ou à des métaux (nickel), ainsi que des intolérances alimentaires associées (principalement l'intolérance au lactose),, etc.
Dans certains cas, il pourrait s'agir d'une sensibilité au gluten, différente de la maladie cœliaque, qui toucherait jusqu'à 6 à 10 % de la population américaine et qui est appuyée par certaines publications et ouvrages. Un certain nombre de publications scientifiques, contrôlées par un comité de lecture (peer reviewed), énoncent l'existence d'une irritation de l'intestin mais ne mettent pas en cause avec certitude le gluten,,. Il pourrait s'agir d'une malabsorption intestinale induisant l'absorption de composés intermédiaires de la digestion du gluten appelés peptides opioïdes (gliadorphine ou glutéomorphine), toxiques pour l'organisme.
Outre le gluten, d'autres composants présents dans le blé, le seigle, l'orge, l'avoine et leurs dérivés pourraient provoquer les symptômes de la SNCG, notamment d'autres protéines appelées ATI et les FODMAP. Alors que les effets des FODMAP ne se limitent qu'à un léger inconfort gastro-intestinal, les ATI peuvent provoquer chez les humains une inflammation intestinale médiée par le récepteur de type toll 4 (TLR4). Une alimentation riche en céréales pourrait aussi entraîner une dysbiose colique de putréfaction à la suite d'un excès de leurs protéines ou une sensibilité aux glucides fermentescibles, les FODMAP (Fermentable Oligo-, Di-, Mono-saccharides And Polyols) qu'ils contiennent. Une étude de 2017 publiée dans la revue Gastroenterology laisse penser que c'est moins la présence de gluten dans les aliments que celle des fructanes, faisant partie des FODMAP, qui serait la cause de l'inconfort ou des ballonnements digestifs,.
Des études de 2014, montrent que la sensibilité au gluten ou au blé serait plus fréquente chez les adultes et principalement chez les femmes.
L'explication viendrait de la teneur élevée en céréales à gluten des aliments ultra-transformés (la « malbouffe » : hamburgers, pizzas, céréales de petit-déjeuner, pâtes, sandwiches…), l'arrêt d'au moins une partie ces aliments et leur remplacement par une alimentation plus équilibrée et de meilleure qualité entraîne généralement une amélioration de l'état de santé.
C'est cette amélioration qui est ensuite revendiquée par l'industrie du sans gluten comme effet bénéfique de leur régime, alors qu'elle n'a aucun rapport avec le gluten lui-même. Corinne Peirano, diététicienne et nutritionniste, analyse ainsi : « Lorsqu'on se met au régime sans gluten, on se sent mieux. Forcément. Mais l'absence de gluten n'y est pas forcément pour quelque chose. Comme le regard sur l'assiette change, on améliore son contenu, on mange plus diversifié, plus de végétaux, moins de glucides qui fermentent, moins de cochonneries aussi. »
Du côté des personnes pensant souffrir de ces problèmes (intolérance, sensibilité), on avance d'autres études qui montrent une influence sur le microbiote (augmentation de bactéries intestinales au détriment d'autres souches dont les Bifidobacterium, diminution de la digestion de sucres, augmentation de la sécrétion du peptide yy, augmentation de la présence d'acides aminés et de kynurénine), d'autres encore sur la porosité de la paroi intestinale qui est augmentée (hyperporosité, laissant ainsi passer des molécules indésirables). Ces molécules seraient responsable de pathologies à bas bruit non détectées car mêlées à d'autres facteurs environnementaux.

### Allergie au blé
L’allergie au blé (dont l'« asthme du boulanger ») aurait connu une croissance importante avec l'introduction de nouvelles variétés de blé  vers 1950-1960, période à laquelle ont été introduits des gènes de nanisme pour raccourcir la paille de blé et éviter ainsi que la plante ne se couche sur le sol.
Une faible proportion de la population (surtout de très jeunes enfants) présente des symptômes typiques d'allergie après consommation de blé ou de dérivés. Comme pour la plupart des allergies, une allergie au blé amène le système immunitaire à réagir anormalement à un composant du blé qu'il traite comme un corps étranger menaçant. Cette réponse immunitaire est souvent limitée dans le temps et ne cause pas de dommages durables aux tissus corporels. Les symptômes se manifestent juste après la consommation du produit, mais, même longtemps après on peut détecter dans le sang des immunoglobulines spécifiques. Elle est détectée par une recherche des immunoglobulines E. La prévalence de l’ordre de 0,1 à 0,6 % en Europe, 0,2 % au Canada.
Bien que l'allergie au blé et la maladie cœliaque soient des troubles très différents, leurs symptômes gastro-intestinaux sont similaires, mais l'intervalle entre l'exposition au blé et l'apparition des symptômes est différent. Une réaction allergique au blé survient rapidement, de quelques minutes à quelques heures après la consommation d'aliments contenant du blé et peut conduire jusqu'à un choc anaphylaxique.
Le blé figure sur la liste des allergènes reconnus par l'Union européenne, dont l'étiquetage différencié est obligatoire. Plusieurs composants du blé peuvent être à la source de l'allergie, les protéines (dont le gluten, mais pas seulement) jouant un rôle principal. L'allergie au blé des très jeunes enfants peut disparaître progressivement avec l'âge.

### Dermatite herpétiforme

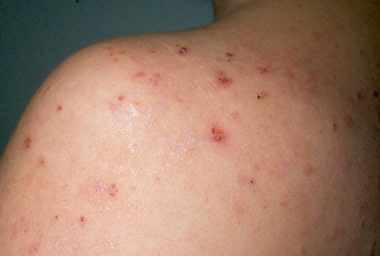
Dermatite herpétiforme à l'épaule et au dos

La dermatite herpétiforme (DH) est liée à la consommation de gluten et est une manifestation cutanée de la maladie cœliaque qui se produit chez environ 25 % des patients. Elle est tellement caractéristique qu'elle est considérée comme « la maladie cœliaque de la peau », ainsi que la « carte de visite » du patient cœliaque, car sa découverte n'apparaît que chez les individus cœliaques.
Elle peut apparaître à tout âge de la vie, mais l'exposition aux rayons ultraviolets du soleil et les microtraumatismes cutanés répétés sont des facteurs externes qui favorisent l'apparition et le maintien de lésions cutanées typiques de la DH.
La dermatite herpétiforme disparaît complètement avec le régime sans gluten qui constitue son meilleur et unique traitement. Elle peut réapparaître chez les patients qui semblent avoir un bon suivi de leur régime strict sans gluten, lors de transgressions au régime volontaires ou non.

### Ataxie au gluten
L'ataxie au gluten est une maladie auto-immune déclenchée par l'ingestion de gluten, dont les dommages se produisent au niveau du cervelet, centre d'équilibre du cerveau qui contrôle la coordination et les mouvements complexes comme la marche, la parole et la déglutition, entraînés par la perte des cellules de Purkinje. Les personnes atteintes d'ataxie au gluten présentent généralement une anomalie de la démarche ou une incoordination et des tremblements des membres supérieurs. Le nystagmus évoqué par le regard et d'autres signes oculaires de dysfonctionnement cérébelleux sont courants. Myoclonies, tremblement palatal et opsoclonus-myoclonus peuvent également apparaître.
Un diagnostic précoce et un traitement avec un régime sans gluten peuvent améliorer l'ataxie et prévenir sa progression. L'efficacité du traitement dépend du temps écoulé depuis le début de l'ataxie jusqu'au diagnostic, car la mort des neurones dans le cervelet à la suite d'une exposition au gluten est irréversible.
L'ataxie au gluten représente 40 % des ataxies d'origine inconnue et 15 % de toutes les ataxies. Moins de 10 % des personnes atteintes d'ataxie au gluten présentent un symptôme gastro-intestinal, mais environ 40 % ont des lésions intestinales. L'ataxie peut apparaître chez les patients de tous âges, y compris les enfants, indépendamment de la présence ou de l'absence de manifestations intestinales. La recommandation actuelle est que tout patient présentant une ataxie cérébelleuse progressive soit évalué pour la maladie cœliaque.

### Troubles neurologiques liés au gluten (Neurogluten).
Neurogluten est le terme utilisé pour désigner les divers troubles neurologiques causés par la consommation de gluten, c'est-à-dire ceux qui affectent tout organe ou tissu du système nerveux. Ils peuvent se développer indépendamment d'une prédisposition génétique et de la présence ou de l'absence de symptômes digestifs, de lésion intestinale, qu'elle soit cœliaque ou pas.
Le gluten peut traverser à la fois la barrière intestinale et la barrière hémato-encéphalique, comme l'ont démontré des études sur des rongeurs, ainsi que la présence d'anticorps anti-transglutaminase 6 dans le cerveau de personnes atteintes d'ataxie au gluten.
Les premières descriptions du neurogluten remontent à 1966, l'ataxie au gluten étant le trouble le plus connu et le plus étudié. D'autres troubles neurologiques ou psychiatriques, en relation avec neurogluten comprennent des cas de neuropathie périphérique, d'épilepsie, de sclérose en plaques,, de démence, de maladie d' Alzheimer et de Parkinson, de schizophrénie, d'autisme, de TDAH, de trouble obsessionnel-compulsif, de syndrome de Gilles de la Tourette, d'hallucinations (« psychose du gluten »), d'infirmité motrice cérébrale, de chorée (mouvements involontaires anormaux des pieds et des mains), de chorée de Huntington, d'opsoclonus (mouvements involontaires des yeux), de dysarthrie (altération de l'articulation des mots), de perte d'audition neurosensorielle, d'hémiparésie (diminution de la force motrice ou de la paralysie partielle d'un bras et d'une jambe du même côté du corps), de mononévrite multiplex (dommages dans au moins deux zones distinctes du système nerveux), de sclérose latérale amyotrophique (paralysie musculaire progressive), d'autres maladies neuromusculaires (lpolymyosite, dermatomyosite et myosite à inclusion), de troubles du sommeil, de thrombose d'un sinus veineux cérébral (caillot sanguin dans une zone de la base du cerveau).
La régénération du système nerveux avec le régime sans gluten est lente et l'amélioration des symptômes neurologiques prend du temps à se manifester, contrairement à ce qui se passe lorsqu'il y a des symptômes digestifs intenses, qui s'améliorent généralement presque immédiatement. Parfois, la récupération du système nerveux n'a pas lieu ou elle n'est que partielle, comme cela se produit lorsque le diagnostic est retardé en cas d'ataxie du gluten, mais néanmoins le régime strict sans gluten empêche au moins l'aggravation des dommages neurologiques.
Des quantités minimes de gluten, telles que celles présentes dans la plupart des produits portant la mention « sans gluten », peuvent maintenir la réponse du système immunitaire activée et être responsable des lésions neuronales.

## Régime sans gluten
Des résultats d'études montrent que les patients rapportant une sensibilité non cœliaque au gluten ne présentent pas de symptômes réellement causés par le gluten. En revanche, les études indiquent que des attentes négatives, seules ou combinées à la consommation de gluten, peuvent provoquer des symptômes chez les personnes sensibles au gluten non cœliaques, qu'elles aient consommé du gluten ou non, ce qui met en évidence un effet nocebo significatif. Contrairement à certaines affirmations, il n'existe aucune preuve que les variétés modernes de blé aient un potentiel immunostimulant (susceptible d'entraîner la maladie cœliaque chez les personnes prédisposées) lié au gluten supérieur à celui des cultivars anciens.

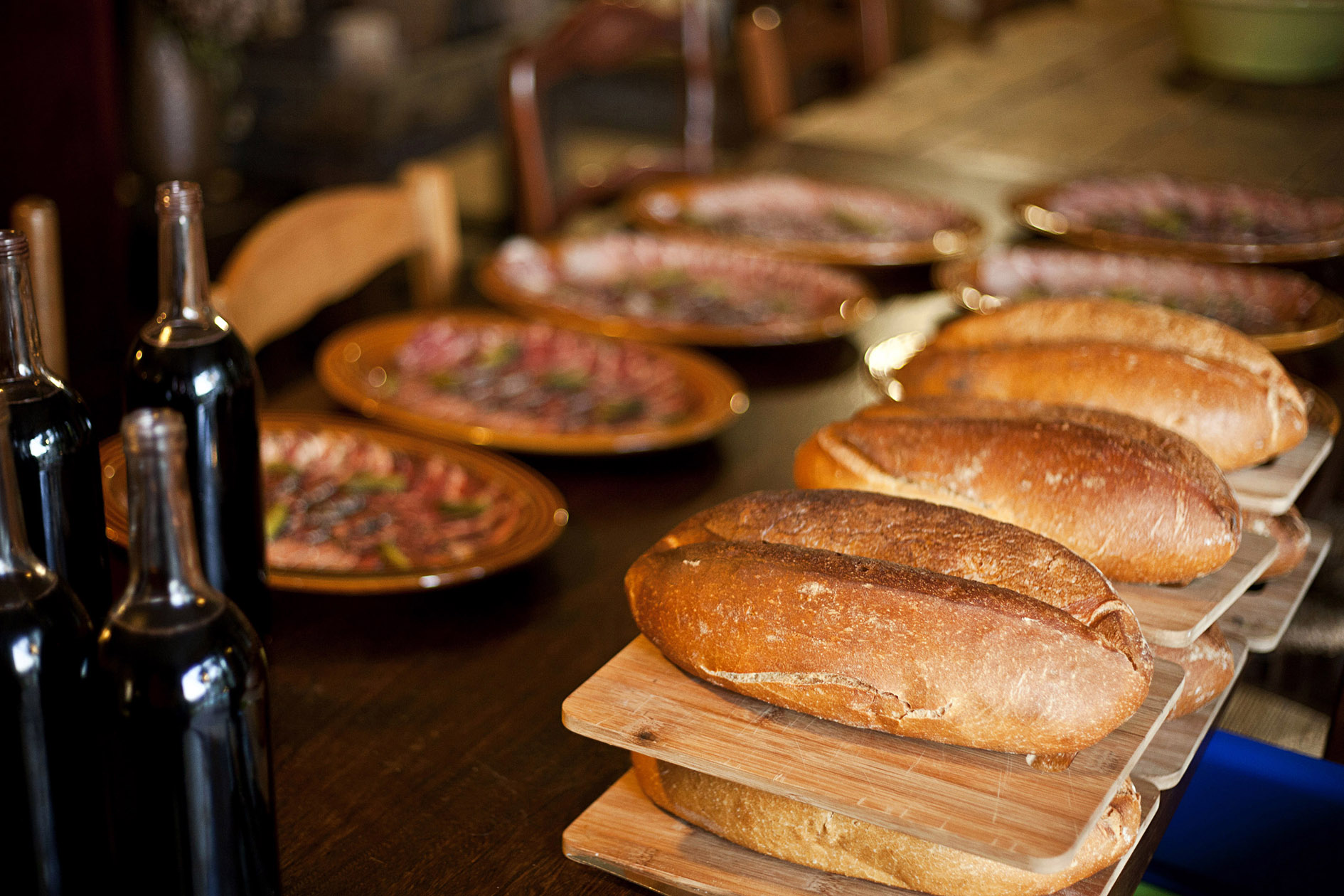
Pain sans gluten à la farine de châtaigne.

Bien que lorsqu'on parle de « sans gluten », on pense à l'absence totale de gluten, avec les méthodes de détection actuelles, il est impossible de prouver un niveau zéro de gluten dans les aliments. Par conséquent, l'étiquetage « sans gluten » n'est pas synonyme de « zéro gluten ». En général, les lois autorisent jusqu'à 20 ppm, soit 20 parties par million ou 20 milligrammes de gluten par kilogramme de produit.Étant donné que le gluten est présent dans de très nombreux processus de production alimentaire industrielle, cela signifie que l'alimentation ordinaire entraîne inévitablement un minimum de contamination par le gluten.

### L'industrie du sans gluten
Une industrie estimée à environ 60 millions d'euros en France, et en expansion de 30 % par an s'est développée autour de cette croyance des effets délétères du gluten, allant parfois jusqu'aux pratiques d'escroquerie ou à risque de dérive sectaire. De manière encore plus problématique, les régimes sans gluten sont brandis par certains faux thérapeutes comme traitement miracle contre l'autisme.
De nombreuses chaînes de l'agro-industrie (des grandes surfaces à Éric Kayser), ainsi que certains chefs, ont récemment développé des menus « gluten free ».
Plusieurs sociologues se sont penchés sur ce phénomène. Claude Fischler, de l'EPHE, analyse ainsi que « la tendance est à l'individualisation, aux États-Unis, en particulier, et à la médicalisation des repas », c'est-à-dire au contrôle par des groupes industriels de l'alimentation des citoyens, sous des prétextes médicaux fallacieux. « C'est une offense de refuser un plat lorsqu'on partage un repas. En France plus qu'ailleurs. Mais prétendre une maladie cœliaque ou une hypersensibilité au gluten, c'est une façon commode de dire qu'on ne mangera pas de pâtes ou de céréales ». L'intolérance au gluten pourrait être un comportement orthorexique,, ou être une distinction sociale dans sa manière d'être par un mécanisme de consommation ostentatoire.
On peut remarquer que tous les grands groupes industriels ont dans leurs gammes à la fois de très nombreux produits enrichis en gluten et des produits labellisés sans gluten.
Des produits très peu susceptibles d'en contenir comme le poivre ou des jus de fruits sont parfois étiquetés sans gluten pour des raisons promotionnelles. Les aliments étiquetés sans gluten se révèlent cependant être souvent plus riches en graisses et en sucres et plus chers que leurs homologues traditionnels,.

### Précautions à prendre lors d'un régime sans gluten
Pour les personnes qui ne souffrent pas de troubles liés au gluten, c'est-à-dire « l'immense majorité des consommateurs, les produits qui contiennent du gluten sont absolument inoffensifs, voire nutritionnellement importants ». Supprimer les céréales classiques, sources importantes d'énergie, de protéines et de fibres, nécessite qu'elles soient remplacées par d'autres produits adaptés. Le simple remplacement du blé par le riz est susceptible d'augmenter l'indice glycémique de la ration. « Adopter un régime sans gluten est donc synonyme d'un budget alimentaire plus élevé sans pour autant obtenir des bénéfices supérieurs, voire d'une certaine nocivité pour les personnes non malades », d'autant plus que certains cumulent les régimes : sans gluten, sans lactose, sans sucres.... Trouver des aliments de substitution adaptés est cependant aisé. La précaution élémentaire est d'opter pour un régime équilibré et varié.

### Introduction du gluten dans l'alimentation des jeunes enfants
Il a maintenant été démontré que ni l'exposition précoce au gluten ni la durée de l'allaitement n'empêchent le risque de développer une maladie cœliaque, bien que le retard dans l'introduction du gluten soit associé à un retard dans l'apparition de la maladie. Cela contredit les recommandations formulées en 2008 par la Société européenne de gastroentérologie pédiatrique (ESPGHAN) à l'intention des familles d'enfants risquant de développer la maladie cœliaque, qui préconisait d'introduire progressivement de petites quantités de gluten dans l'alimentation pendant la période entre les 4 et 7 premiers mois de la vie, tout en maintenant l'allaitement au sein, avec l'objectif hypothétique d'induire la tolérance du système immunitaire envers le gluten pour que ce dernier ne s'attaque pas à l'organisme par erreur.
Une génétique à risque (présence d'haplotypes HLA-DQ2, HLA-DQ8 ou de l'un de ses allèles) est un facteur important qui prédit la possibilité de développer une maladie cœliaque ou une maladie auto-immune associée, tel un diabète de type 1.
La présence dans le lait maternel de gliadine non dégradée à des taux élevés, et encore plus dans le colostrum, a été confirmée chez les femmes qui suivent un régime alimentaire normal.

## Céréales pauvres en gluten ou à glutens peu susceptibles de déclencher une intolérance
Ces céréales ne peuvent être recommandées aux patients astreints à un régime sans gluten. Elles sont cependant recherchées par des personnes préférant une alimentation diététique ou biologique.

### Grains anciens
Les céréales pauvres en gluten peuvent être considérées comme intéressantes du point de vue diététique mais aussi parfois comme une simple opportunité commerciale. Les pseudo-céréales (comme le sarrasin, ou le quinoa par exemple), qui ne sont pas des graminées, ne contiennent pas de gluten.

### Controverses concernant l'avoine
L'avoine est une espèce de graminée du genre Avena, tribu des Aveneae ou Poeae, qui appartient à la sous-famille des Pooideae comme la tribu des Triticeae (qui comprend entre autres le blé, le seigle et l'orge). L'avoine est donc une espèce proche des céréales « triticées ». Certaines variétés d’avoine paraissent ne déclencher aucune réaction immunitaire, d’autres oui.
L'avoine n'a pas les mêmes prolamines que le blé, elle contient principalement de l'avénine. L'avénine est une substance toxique pour la muqueuse intestinale des personnes sensibles au gluten et peut entraîner également une réaction cœliaque,,.
Après la Seconde Guerre mondiale, le blé fut suspecté de causer la maladie cœliaque, et le gluten du blé fut très tôt identifié comme en étant la cause. La biopsie duodénale (considérée aujourd'hui comme la méthode de diagnostic de référence) n'avait pas encore été mise au point, mais des méthodes indirectes de mesure étaient utilisées. Notamment, dans deux études, trois enfants qui furent nourris avec 75 à 150 g d'avoine développèrent des symptômes. Dans trois études parallèles, 10 enfants et 2 adultes qui furent autorisés à manger de 28 à 60 g d'avoine n'ont pas développé de symptômes. Mais depuis, le blé, l'orge et quelquefois le seigle sont des contaminants courants de l'avoine, dans l'industrie. À cause de cette contamination, l'avoine serait donc considérée comme toxique pour les cœliaques.
L'introduction de l'avoine dans le régime sans gluten a fait l'objet de débats au cours des dernières années. Des recherches récentes indiquent que certaines variétés d'avoine sont inoffensives et bonnes pour une alimentation sans gluten, parce que les différentes variétés d'avoine ont différents niveaux de toxicité. Bien que l'avoine contienne de l'avénine, certaines études suggèrent que ce n'est pas forcément un problème pour les cœliaques. La première de ces études fut publiée en 1995. Une étude suivante précisa qu'il n'était pas dangereux de consommer de l'avoine sur une longue période.
En fait, l'avoine est souvent sous-traitée avec le blé, l'orge et d'autres grains, et se retrouve donc contaminée par d'autres glutens. À cause de ce problème, la FAO, responsable du Codex Alimentarius, liste officiellement l'avoine comme contenant du gluten. En Écosse et en Irlande, les terres pauvres ne permettent pas de cultiver blé, orge ou seigle, mais seulement l'avoine, qui de ce fait est moins contaminée par d'autres céréales. L'avoine fait partie de l'alimentation sans gluten en Suède et en Finlande. Les fournisseurs de ces pays offrent des produits « pure avoine » donc non contaminés par les blés.
Une étude publiée en 2011, met en évidence les différents niveaux de toxicité parmi les différentes variétés d'avoine, indiquant que le croisement d'espèces n'est pas la seule raison à l'origine de ces variations et réactions chez les personnes intolérantes au gluten. Une étude publiée en 2008 trouva que sur 109 sources d'avoine étudiées, 85 avaient des taux inacceptables de gluten provenant du blé, de l'orge et du seigle.
« Farine d'avoine pure » se réfère à l'avoine sans contamination par d'autres céréales à gluten, ce qui est incorrectement étiqueté comme « avoine sans gluten » ou « sans gluten ». En effet, on considérait traditionnellement que le seul problème de l'avoine était sa contamination par d'autres céréales à gluten. C'est pourquoi, dans de nombreux pays, l'utilisation de « farine d'avoine pure » dans les aliments « sans gluten » est autorisée depuis longtemps et dans la plupart des cas, seule la lecture de la liste détaillée des ingrédients permet de les identifier.
La survenue d'une toxicité liée à l'avénine de l'avoine dépend du cultivar d'avoine consommé, car l'immunoréactivité des différentes prolamines toxiques varie selon les variétés d'avoine.
Les études actuelles montrent que différentes variétés d'avoine présentent différents degrés de toxicité. Certaines variétés d'avoine pure semblent avoir, en théorie, un faible degré de toxicité et certains experts estiment qu'elles pourraient être incluses dans le régime sans gluten, mais il serait essentiel de connaître exactement la variété utilisée et il n'existe actuellement aucune réglementation à cet égard. L'étiquetage « flocons d'avoine purs » ou « flocons d'avoine sans gluten » ne fait pas référence à ces variétés, qui n'ont pas encore été identifiées. Des études suffisantes n'ont pas encore été effectuées et, chez les patients cœliaques, on ne connait pas les effets à long terme en cas de consommation d'« avoine sans gluten ». Donc, on ne peut toujours pas faire de recommandations fermes sur la possibilité ou non d'inclure cette « avoine pure » dans le régime sans gluten.

### Les prolamines de maïs et leurs effets sur la maladie cœliaque
Bien que le maïs soit traditionnellement considéré comme une céréale sans danger dans le régime sans gluten, certains patients atteints de maladie cœliaque ou de sensibilité au gluten peuvent présenter une intolérance aux prolamines du gluten de maïs (55 % de zéine ou zénine), auquel cas ils doivent le supprimer de leur consommation, comme on peut le déduire de certaines études récentes.
Le retrait du maïs de l'alimentation, dans certains cas qui ne répondent pas au régime sans gluten, permet de contrôler la maladie, avec disparition des symptômes et récupération des lésions de la muqueuse intestinale.

## Étiquetage des aliments

### Standards internationaux
Le Codex Alimentarius des normes internationales pour l'étiquetage des aliments a une norme relative à l'étiquetage des produits « sans gluten ». Cela ne s'applique qu'aux aliments contenant normalement du gluten.

### Brésil
Aux termes de la loi brésilienne, tous les produits alimentaires doivent porter des étiquettes indiquant clairement s'ils contiennent ou non du gluten.

### Canada
L'Association canadienne de la maladie cœliaque estime qu'un Canadien sur 133 souffre de symptômes néfastes du gluten provoqué par la maladie cœliaque. Les étiquettes de tous les produits alimentaires vendus au Canada doivent clairement indiquer la présence de gluten s'il est présent à un niveau supérieur à 20 parties par million.

### Union européenne
Dans l'Union européenne, tous les aliments préemballés et non préemballés d'un restaurant, les mets à emporter emballés juste avant la vente ou les aliments non emballés servis en institution doivent être identifiés comme étant sans gluten. On entend par « sans gluten » 20 parties par million de gluten ou moins et par « très faible teneur en gluten », 100 parties par million de gluten ou moins ; seuls les aliments contenant des ingrédients céréaliers transformés pour éliminer le gluten peuvent indiquer « très peu de gluten » sur les étiquettes.
Tous les aliments contenant du gluten en tant qu'ingrédient doivent être étiquetés en conséquence, car le gluten est défini comme l'un des 14 allergènes reconnus de l'UE.

### États-Unis
Aux États-Unis, le gluten ne figure pas sur les étiquettes, sauf s'il est ajouté en tant qu'ingrédient autonome. Le blé ou d'autres allergènes sont énumérés après la ligne d'ingrédients. La Food and Drug Administration (FDA) américaine a toujours classé le gluten dans la catégorie « généralement reconnu comme étant sans danger » (GRAS). En août 2013, la FDA a rendu une décision finale, entrée en vigueur en août 2014, qui définissait le terme « sans gluten » à usage volontaire dans l'étiquetage des denrées alimentaires comme signifiant que la quantité de gluten contenue dans l'aliment est inférieure à 20 parties par million.